# Megalopalpus bicoloria
Megalopalpus bicoloria är en fjärilsart som beskrevs av Jean-Baptiste Capronnier 1889. Megalopalpus bicoloria ingår i släktet Megalopalpus och familjen juvelvingar. Inga underarter finns listade i Catalogue of Life.